# Hurunui River
Der Hurunui River ist der kleinste von vier Hauptflüssen im Hurunui District in der nördlichen Region von Canterbury in Neuseeland.

## Geographie
Der Fluss besitzt einen geteilten Oberlauf. Der nördliche Zweig, der Hurunui River North Branch, entspringt in den neuseeländischen Alpen am Harper Pass und misst eine Länge von rund 48 km bis zum Zusammenfluss mit dem südlichen Zweig, dem Hurunui River South Branch, der südlich des Harper Pass auf der südlichen Seite der Crawford Range entspringt und eine Länge rund 42 km misst. Vom Zusammenfluss der beiden Flusszweige bis zu der Mündung in den Pazifischen Ozean überwindet der Hurunui River noch einmal eine Strecke von rund 97 km. Damit besitzt der Fluss zusammen mit seinem längsten Zweig, der den Lake Sumner durchfließt, eine Länge von rund 150 km. Das Wassereinzugsgebiet des Flusses wird je nach Quelle zwischen 1070 km2 und 2671 km2 angegeben. Der Hurunui River mündet 11 km südlich von Cheviot in den Pazifischen Ozean.
Nebenflüsse des Hurunui River sind der Jollie Brook, der Glenrae River und der Mandamus River. Neben dem Lake Sumner, der der größte See im Einzugsgebiet des Flusses darstellt, sind die an den Nebenflüssen liegenden Seen Lake Taylor, Lake Sheppard, Loch Katrine und Lake Mason, die durch Gletschermoränen aus dem Pleistozän angestaut wurden.
Im Oberlauf hat sich der Fluss in dem aus Grauwacke bestehenden Grund eingearbeitet, im Mittellauf dagegen Sedimente abgelagert, die die Culverden Plains bilden. Stromabwärts folgen zwei Schluchten, die Grauwacke, weicheren Tonstein und Sandstein aus dem Tertiär durchschneiden.

## Freizeit
Der Fluss hat Stromschnellen der Schwierigkeitsstufen II und III für Wildwasserkajak. Das beste Wildwasser befindet sich stromab des Zusammenflusses des Nord- und Südarmes in Maori Gully und der Harwarden Gorge.
Der Königslachs (Oncorhynchus tshawytscha)  wurde in den 1900er Jahren als Angelfisch eingeführt.

## Water Conservation Order
Am 30. August 2007 brachten der New Zealand Fish and Game Council und die New Zealand Recreational Canoeing Association (heute Whitewater NZ) einen Antrag beim Ministry for the Environment für eine Water Conservation Order ein, um den Fluss zu schützen.
Am 14. August 2009 wurde die Conservation Order für den Nordzweig, aber nicht für den Südzweig erlassen. Am 2. September reichte Whitewater NZ einen Einspruch beim Environment Court ein, um auch den Einschluss des Südzweiges zu erreichen.

## Hurunui Water Project
Vom Hurunui Water Project wird seit Oktober 2009 eine wirtschaftliche Nutzung des Flusses zur Bewässerung und Energiegewinnung angestrebt. Nach einem ablehnenden Bescheid des Umweltgerichtshofes legte das Hurunui Water Project beim Obersten Gericht Widerspruch ein. Im September 2012 umfasste das Projekt vier Dämme im Waitohi River, die Ableitung von bis zu 49,2 m³/s vom Hurunui River, Ableitung von weiteren bis zu 42,4 m³/s vom Waitohi River, Laufwasserkraftwerke und weiterer Stauraum von 6,5 Millionen m³ in weiteren Staubecken.